# Andrij Curikow
Andrij Wołodymyrowycz Curikow, ukr. Андрій Володимирович Цуріков (ur. 5 października 1992 w Zaporożu) – ukraiński piłkarz, grający na pozycji obrońcy.

## Kariera piłkarska

### Kariera klubowa
Wychowanek SDJuSzOR Metałurh Zaporoże, barwy którego bronił w juniorskich mistrzostwach Ukrainy (DJuFL). Pierwszy trener - Wołodymyr Szapowałow. Karierę piłkarską rozpoczął 3 kwietnia 2009 w drugiej drużynie Metałurha, a 25 lipca 2010 debiutował w podstawowej jedenastce Metałurha. 21 grudnia 2012 podpisał kontrakt z Dynamem Kijów. Nieczęsto wychodził na boisko, dlatego w lutym 2015 został wypożyczony do Metałurha Zaporoże. Latem 2015 został wypożyczony do Howerły Użhorod. W styczniu 2016 został wypożyczony do greckiego APO Lewadiakos. 15 lipca 2016 zasilił skład FK Ołeksandrija. 15 czerwca 2017 za obopólną zgodą anulował kontrakt z Dynamem, a 19 czerwca podpisał nowy kontrakt z PFK Oleksandria. 7 czerwca 2019 przeszedł do FK Jablonec. Nie rozegrał żadnego meczu i 8 stycznia 2020 przeniósł się do SK Dnipro-1.

### Kariera reprezentacyjna
W latach 2008–2010 występował w juniorskich reprezentacjach Ukrainy U-17 i U-19. Od początku 2012 jest podstawowym piłkarzem młodzieżowej reprezentacji Ukrainy.